# (58579) Ehrenberg
(58579) Ehrenberg est un astéroïde de la ceinture principale.

## Description
(58579) Ehrenberg est un astéroïde de la ceinture principale. Il fut découvert le 24 septembre 1997 à l'Observatoire d'Ondřejov par Lenka Šarounová. Il présente une orbite caractérisée par un demi-grand axe de 2,21 UA, une excentricité de 0,19 et une inclinaison de 2,2° par rapport à l'écliptique.

## Compléments